# Mengilstindur
Mengilstindur är en bergstopp i republiken Island. Den ligger i regionen Austurland, 300 km öster om huvudstaden Reykjavík. Toppen på Mengilstindur är 1 028 meter över havet, eller 52 meter över den omgivande terrängen. Bredden vid basen är 1,1 km.
Trakten runt Mengilstindur är nära nog obefolkad, med mindre än två invånare per kvadratkilometer. Det finns inga samhällen i närheten. Trakten runt Mengilstindur är permanent täckt av is och snö.